# Одзял, Константин Александрович
Константин Александрович Одзял (18 сентября 1924, село Болонь, Хабаровского края — 5 сентября 1967) — советский передовик производства в рыбной промышленности, бригадир рыболовецкого колхоза «Нанайский партизан», Комсомольского сельского района Хабаровского края. Участник Великой Отечественной войны. Герой Социалистического Труда (1963).

## Биография
Родился 18 сентября 1924 года в селе Болонь Нанайского района Хабаровского края в нанайской семье. 
В 1941 году, с началом Великой Отечественной войны, по окончании шести классов Болоньской сельской школы К. А. Одзял был вынужден оставить учёбу в школе и начал свою трудовую деятельность в первой фронтовой рыболовецкой бригаде. С 1942 года К. А. Одзял был призван в ряды Красной армии, участник Великой Отечественной войны. 
С 1945 года после демобилизации из рядов Красной армии К. А. Одзял вернулся в село Болонь Хабаровского края и снова устроился работать рыбаком в рыболовецкий колхоз «Нанайский партизан» Комсомольского района. В последующем, добившись успехов в рыбацком промысле, К. А. Одзял возглавил рыболовецкую бригаду колхоза «Нанайский партизан», под его руководством и при его непосредственном участии рыбацкая бригада занимала лидирующие позиции среди рыбацких коллективов Хабаровского края, её достижения отмечались министерством рыбной промышленности СССР, она постоянно выходила победителем в социалистических соревнованиях. 
13 апреля 1966 года Указом Президиума Верховного Совета СССР «за выдающиеся успехи в достижении высоких показателей добычи рыбы и производства рыбной продукции» Константин Александрович Одзял был удостоен звания Героя Социалистического Труда с вручением Ордена Ленина и золотой медали «Серп и Молот».
Помимо основной деятельности Константин Александрович Одзял избирался депутатом Хабаровского краевого Совета депутатов трудящихся. 
К. А. Одзял трагически погиб, упав ночью в открытый трюм 5 сентября 1967 года..

## Награды
- Медаль «Серп и Молот» (13.04.1963)
- Орден Ленина (13.04.1963)